# Дадаев, Исраил Висраилович
Исраил (Басир) Висраилович Дадаев (род. в 17 июля 1947 года, в с. Октябрьское Октябрьский район Джалал-Абадская область, Киргизская ССР — 11 марта 2003 год. Дагестан, Хасавюрт) — председатель Исполкома чеченцев Ауха и лидер чеченцев-ауховцев. Общественный и политический деятель, мастер спорта по вольной борьбе. Депутат Народного собрания Дагестана. Представитель тайпа зандакой. На протяжении многих лет Б. Дадаев принимал самое деятельное участие в политической жизни чеченцев-ауховцев.

## Биография
Родился в 1947 году в с. Октябрьское Октябрьского района Джалал-Абадской области Киргизской АССР. С 1966 по 1959 гг. служил Советской Армии. В 1984 году окончил Махачкалинский гидромелиоративный техникум, а в 1999 году — Институт управления и бизнеса.
С детства активно занимался спортом, и после демобилизации, завершив спортивные выступления в звании «Мастер спорта», совмещал директорскую и тренерскую работу в детской спортивной школе. За вклад в развитие спорта был удостоен звания «Заслуженный тренер РСФСР».
Работал в различных строительных организациях и хозяйственных структурах: в системе «Промжилстроя» в разных должностях, в последние годы — начальником Хасавюртовского районного ремонтно-строительного управления.

### Арест
Б. Дадаев работал в органах МВД, на него было заведено дело. В знак протеста Б. Дадаев бросает самодельную бомбу в здание отделения милиции города Хасавюрт. От взрыва никто не пострадал. Спустя несколько дней Б. Дадаев сам сдается в руки правоохранительных органов. Отбыв несколько лет в заключении, возвратился домой в Дагестан, где встретился с одним из обидчиков. Разобравшись с ним, он вновь попал за решетку.

### Политическая карьера
С активизацией общественно-политической жизни в республике Дагестан Б. Дадаев включился в национальное движение чеченцев-ауховцев. В 1991 году стал председателем Исполкома чеченцев-ауховцев.
К Б. Дадаеву постоянно стекается информация о событиях, происходящих в регионе. Б. Дадаеву приходилось решать многообразные проблемы, возникающие внутри ауховцев, будь то прощение кровника или конфликты между различными группировками.
В 9 января 1996 года, когда был совершен террористический рейд на Кизляр, Б. Дадаев принял активное участие в переговорах с Салманом Радуевым.
В 19 июня 1999 года прошёл четвертый съезд чеченцев-ауховцев в городе Хасавюрт, выступая, Б. Дадаев заявлял о том, что за отчетный период практически ничего не сделано. Ни одно принятое решение на III съезде народных депутатов Дагестана не было выполнено. Более 100 человек состава Чеченского народного съезда никакой отдачи не дали.
Б. Дадаев внёс большую лепту в становление стабильной общественно-политической обстановки в республике Дагестан.

### Взгляды
Б. Дадаев утверждал, что отчитываться ему практически не о чем. Единственный успех — избрание одного чеченца от Бабаюртовского района в состав парламента Дагестана. Положение чеченцев-ауховцев в республике стало ещё хуже. Считал виной ухудшения положения чеченцев-ауховцев отметку «чеченец» в паспорте в графе о национальности. «Во всех грехах обвиняют чеченцев», — утверждал Б. Дадаев.
В 2003 году заявлял о том, что война на территории Дагестана неизбежна, потому что чеченцы-ауховцы не намерены терпеть свой второстепенный статус на собственной земле Ауха.

### Семья
Жена — Дадаева Барият, дети — сын Арслан Дадаев; дочери — Лейла Дадаева и Альбина Дадаева.

## Память

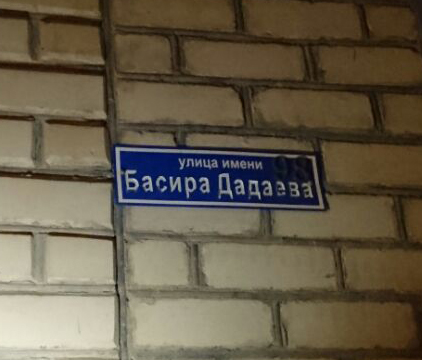
Улица имени Басира Дадаева (Хасавюрт)

В городе Хасавюрт в честь Басира Дадаева названа одна из улиц. А также его имя носит улица в Нурадилово и спортивная школа в селении Карланюрт.